# Гамптюліпс (Вашингтон)
Гамптюліпс (англ. Humptulips) — переписна місцевість (CDP) в США, в окрузі Ґрейс-Гарбор штату Вашингтон. Населення — 236 осіб (2020).

## Географія
Гамптюліпс розташований за координатами 47°14′1″ пн. ш. 123°58′50″ зх. д. / 47.23361° пн. ш. 123.98056° зх. д. (47.233739, -123.980539).  За даними Бюро перепису населення США в 2010 році переписна місцевість мала площу 24,57 км², з яких 24,15 км² — суходіл та 0,42 км² — водойми.

## Демографія
Згідно з переписом 2010 року, у переписній місцевості мешкало 255 осіб у 95 домогосподарствах у складі 70 родин. Густота населення становила 10 осіб/км².  Було 106 помешкань (4/км²).
Расовий склад населення:
| - 63,9 % — білих - 1,6 % — корінних американців - 27,8 % — осіб інших рас |

До двох чи більше рас належало 6,7 %. Частка іспаномовних становила 32,9 % від усіх жителів.
За віковим діапазоном населення розподілялося таким чином: 25,5 % — особи молодші 18 років, 61,6 % — особи у віці 18—64 років, 12,9 % — особи у віці 65 років та старші. Медіана віку мешканця становила 39,6 року. На 100 осіб жіночої статі у переписній місцевості припадало 129,7 чоловіків;  на 100 жінок у віці від 18 років та старших — 123,5 чоловіків також старших 18 років.
За межею бідності перебувало 3,6 % осіб, у тому числі 0,0 % дітей у віці до 18 років та 0,0 % осіб у віці 65 років та старших.
Цивільне працевлаштоване населення становило 121 осіб. Основні галузі зайнятості: сільське господарство, лісництво, риболовля — 37,2 %, освіта, охорона здоров'я та соціальна допомога — 36,4 %, транспорт — 20,7 %.